# 保利纳堡垒

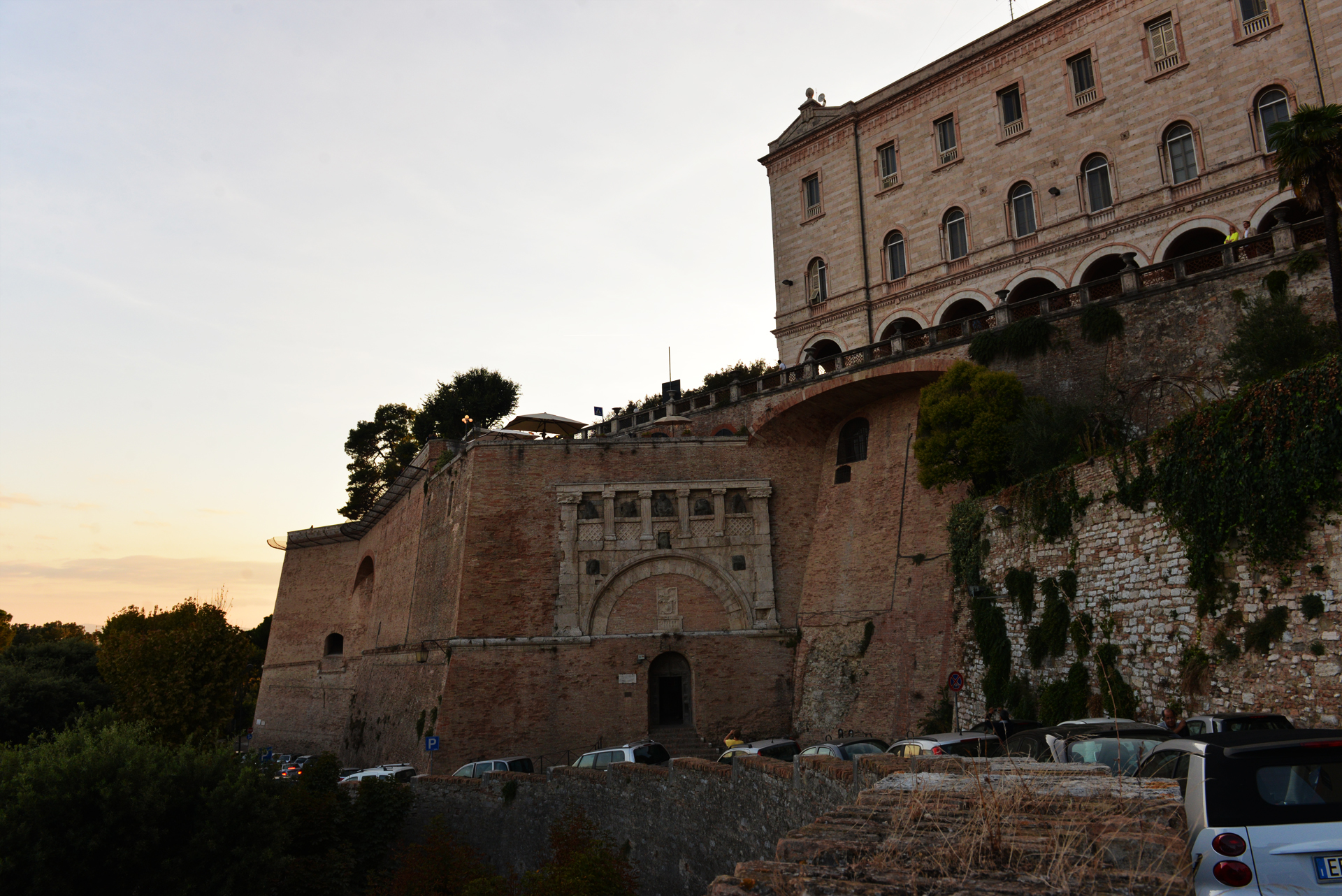
保利纳堡垒和马尔斯门

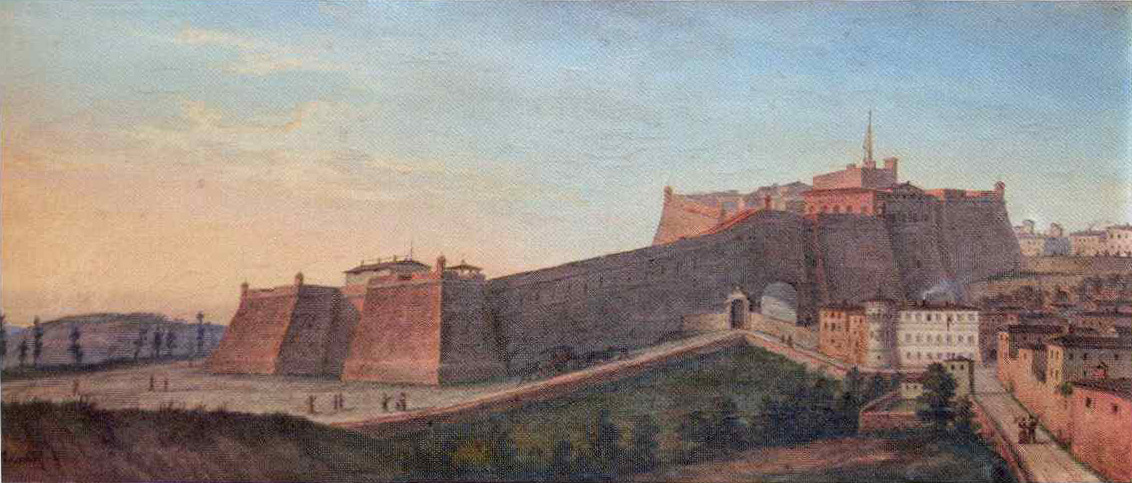

保利纳堡垒（Rocca Paolina）是意大利佩鲁贾的一座要塞，文艺复兴风格。

## 历史
保利纳堡垒建于1540-1543年，由保禄三世委托小安东尼奥·达·桑加罗设计建造。1848年部分被毁，1860年庇护九世主持修复。

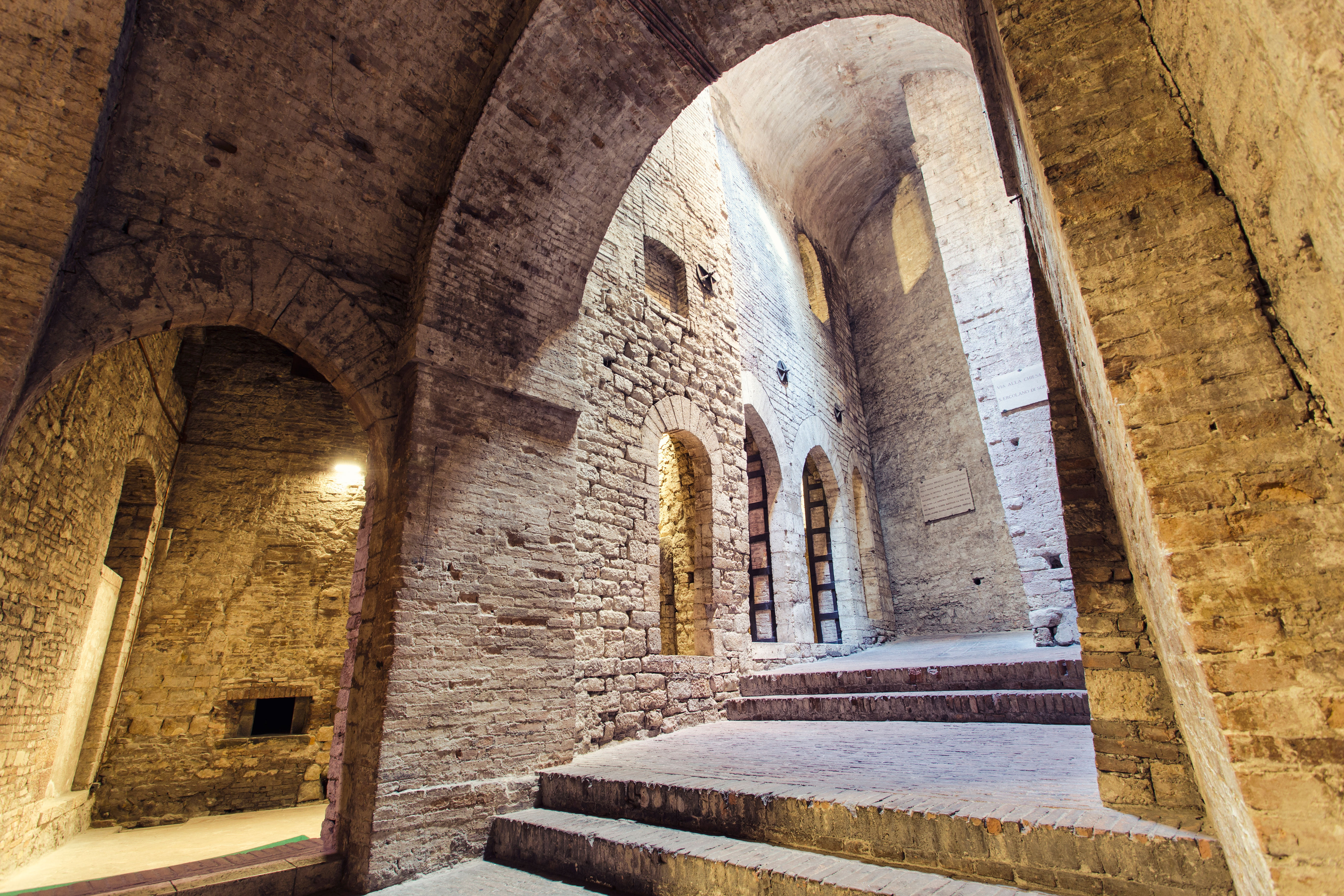